# Császár paradicsommadár
A császár paradicsommadár (Paradisaea guilielmi) a madarak osztályának verébalakúak (Passeriformes) rendjébe és a paradicsommadár-félék (Paradisaeidae) családjába tartozó faj.
A fajt Carl Hunstein fedezte fel.

## Előfordulása
Pápua Új-Guinea területén honos.

## Megjelenése
Testhossza 33 centiméter. A szeme vörös barna, a csőre kékes szürke és lilás-barna lábai vannak. A hím díszesebb, mint a tojó.

## Külső hivatkozás
- Képek az interneten a fajról
- Ibc.lynxeds.com